# Wipkingertunnel
Der Wipkingertunnel ist ein ursprünglich 959 Meter langer doppelspuriger Eisenbahntunnel in Zürich in der Schweiz. Er ist Teil einer der ältesten Bahnlinien der Schweiz, der 1856 von der Schweizerischen Nordostbahn (NOB) eröffneten Bahnstrecke Zürich–Oerlikon. Der Tunnel und die Strecke gehören seit 1902 den Schweizerischen Bundesbahnen (SBB).
Das ursprüngliche Tunnelportal liegt auf der Höhe der Rosengartenstrasse im Zürcher Quartier Wipkingen. In den 1990er Jahren wurden rund 250 Meter Gleise überdeckt, so dass das neue Portal bei der Nordbrücke zu liegen kam. Das nördliche Portal befindet sich im Zürcher Quartier Oerlikon vor dem Bahnhof Oerlikon.
Die Wipkinger Linie führt von Oerlikon durch den Wipkingertunnel zum direkt anschliessenden Bahnhof Zürich Wipkingen und danach über das Wipkinger Viadukt in den Zürcher Hauptbahnhof. Im Wipkingertunnel verkehren die Schnellzüge und die S-Bahn S24.

Altes Tunnelportal auf der Wipkingerseite vor der Überdeckung
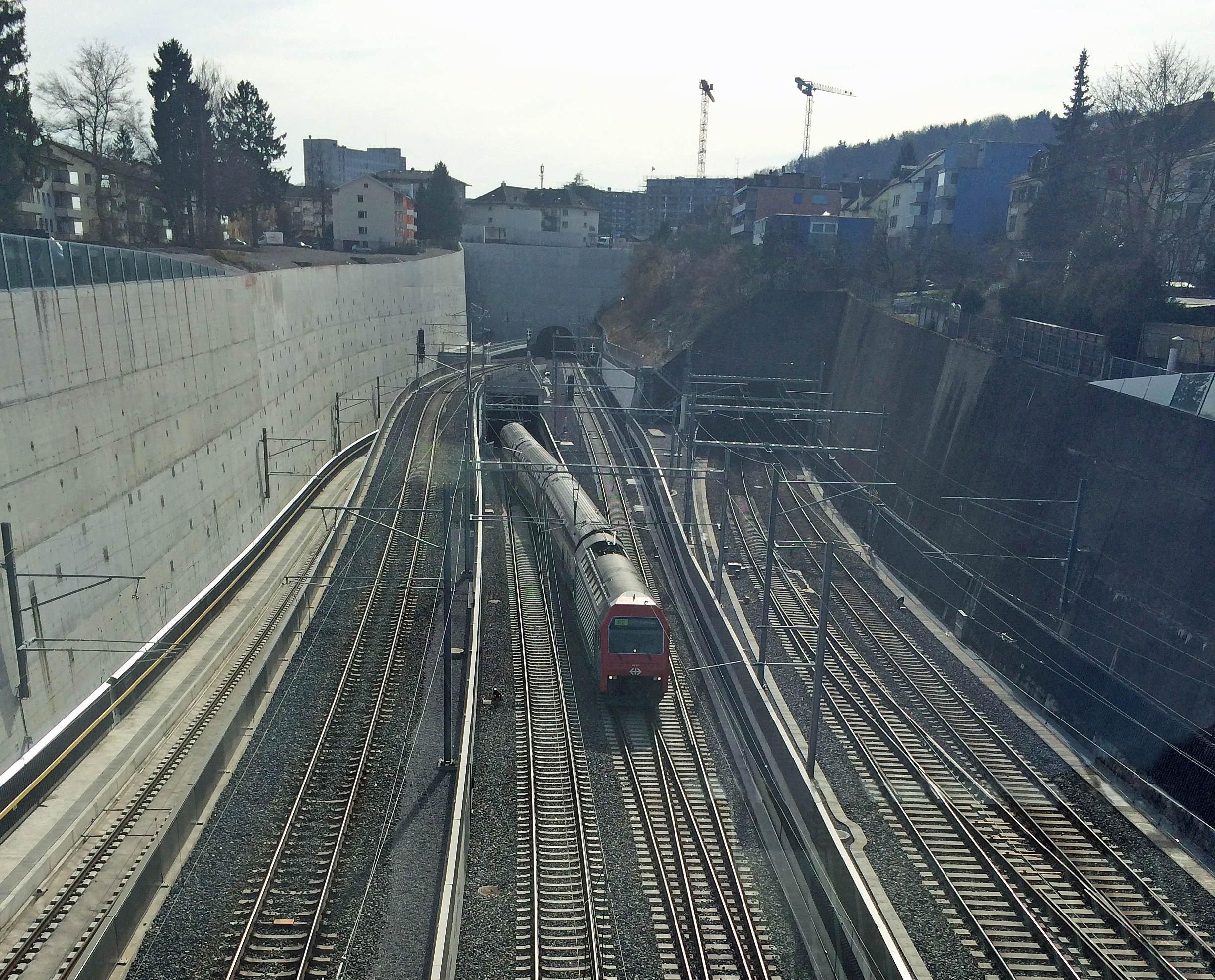
Tunnels bei Oerlikon: Wipkingertunnel (Mitte), Weinbergtunnel mit Zug (links), Käferbergtunnel (rechts), 2015
- Durchfahrt von vier Zügen durch den Wipkingertunnel, 2010